# キャロル・ヴァレンタイン
キャロル・ヴァレンタイン（Carol Valentine、1907年11月26日- 1992年1月）は、イングランドの女性クリケット選手。 1934年のオーストラリア戦で女性クリケット選手として初めてテストマッチに参加し、9ウィケッツ差で勝利を収めた。国内ではケントやミドルセックスの女性クリケットチームに参加していた。兄弟には同じくクリケット選手のブライアン・ヴァレンタインがいる。